# Diego Peláez
Diego Peláez va ser un bisbe medieval de Santiago de Compostel·la. Una de les grans figures medievals de la noblesa eclesiàstica gallega. Va contribuir a la grandesa de la diòcesi i el seu senyoriu territorial durant els segles centrals de l'edat mitjana.

## Govern compostel·là
va ser nomenat bisbe al cap de poc de ser fet presoner el rei de Galícia Garcia I de Galícia pel seu germà Alfons VI de Lleó. Tanmateix, sempre va ser sospitós de donar suport aquell.
Va emprendre la reorganització de la gran terra de Santiago des del riu Iso fins a l'Atlàntic. Va millorar la seva justícia, administració i defensa militar enfront dels atacs normands o enfront de conflictes bèl·lics interiors. Va encunyar moneda i va impulsar el bescanvi comercial. Va aplicar mesures contra la relaxació del clericat, va arribar a acords amb els monestirs de Antealtares i va limitar l'expansió del de San Martín Pinario.
Va iniciar, al voltant de 1075, les obres de la gran catedral romànica de Santiago que catalitzaria encara més, mitjançant l'escola catedralícia. Va posar al capdavant de les mencionades obres al mestre Bernardo. Va impulsar els pelegrinatges fins a fer d'elles un fenomen continental.
És considerat com un dels impulsors de la reforma gregoriana als regnes hispànics.

## Acusació i caiguda
En aquest clima d'inestabilitat política, Diego Peláez pateix l'acusació de traïció. Sembla que va conspirar per restaurar la independència del regne de Galícia amb l'aliança del cabdill normant Guillem el Conqueridor.
Deposat al Concili d'Husillos (1088) va ser empresonat i vexat pel rei Alfons. El papa Urbà II va reaccionar desautoritzant al monarca i confirmant la seva condició de bisbe de Compostel·la.
Les pressions de la cort castellanolleonesa i de l'arquebisbe Bernado de Toledo van aconseguir que Peláez fos finalment despullat de la seva diòcesi. El papa, malgrat tot, va disposar que podia exercir el ministeri episcopal en el cas que una altra diòcesi l'anomenés. Posat en llibertat, va acabar els seus dies a l'exili. Diego Gelmírez reconeixeria els seus mèrits.